# Miyoshi Manabu

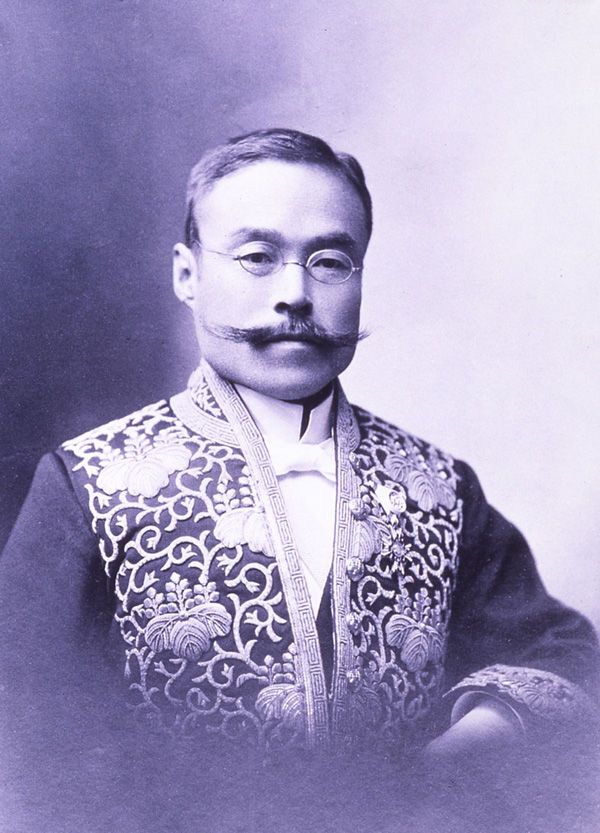
Miyoshi Manabu

Miyoshi Manabu (japanisch 三好 学; geboren 4. Januar 1862 in  Iwamura, Provinz Mino; gestorben 11. Mai 1939 in Tokio) war ein japanischer Botaniker.

## Leben und Wirken
Miyoshi Manabu schloss im Jahr 1889 sein Studium als Stipendiat am Institut für Botanik der Naturwissenschaftlichen Fakultät der Kaiserlichen Universität Tokio ab. Er setzte seine Ausbildung an der Graduiertenschule fort und erforschte den Aufbau von Flechten. Ab 1891 studierte er drei Jahre lang in Deutschland bei Wilhelm Pfeffer (1845–1920) an der Universität Leipzig. Dort erforschte  er den Tropismus von Pollenschläuchen und Hyphen.
Nach einem Besuch auf Java im Jahr 1895 kehrte Miyoshi nach Japan zurück und wurde Professor für Physiologie an seiner Alma Mater. Ab dieser Zeit führte er moderne Pflanzenphysiologie und -ökologie ein. Seine Interessen waren äußerst breit gefächert und umfassen histologische Forschungen zu Flechten und der Vallisneria, Schwefelbakterien, Eisenbakterien, Baumwurzeldruck, Pflanzenpathologie, Naturgeschichte von Kirschblüten und Schwertlilien sowie weitere Gebiete.
Miyoshi wurde 2. Direktor des Botanischen Gartens im Stadtteil Koishikawa. Er hat auch bedeutende Beiträge zu Bildungs- und Schutzprojekten für Naturdenkmäler geleistet. 1920 wurde er Mitglied der Kaiserlichen Akademie der Wissenschaften, der heutigen Japanischen Akademie der Wissenschaften.